# Deutsche Schule der Borromäerinnen Alexandria
Die Deutsche Schule der Borromäerinnen in Alexandria (arabisch المدرسة الألمانية للقديس سان شارل بورومي بالإسكندرية) ist eine deutsch-ägyptische Begegnungsschule, die vom Bundesverwaltungsamt in Köln personell und finanziell unterstützt wird. Sie wird überwiegend von ägyptischen Mädchen besucht, die teilweise muslimischen, teilweise christlichen Glaubens sind. Schulträger sind die Barmherzigen Schwestern vom hl. Karl Borromäus mit Sitz in Kloster Grafschaft.
Die Deutsche Schule der Borromäerinnen in Alexandria wurde im Jahr 1884 gegründet und war anfänglich eine Lehranstalt für Deutsche und Österreicherinnen, deren Väter beim Bau des Hafens in Alexandria beschäftigt waren. Initiator war der 1857 als Franziskaner (OFM) geweihte Pater Ladislaus (bürgerlich: Eduard Schneider), der in Sankt Annaberg den oberschlesischen Zweig des Vereins vom Heiligen Grabe gegründet hatte, und 1877 in Jerusalem die Deutsch-katholische Niederlassung vor dem Jaffator gründete. Auf Betreiben Frankreichs, das beanspruchte, alleinige Schutzmacht aller Katholiken im Heiligen Land zu sein, wurde Schneider 1879 nach Alexandria versetzt,:227 wo er mit der deutschen Schule neue katholische Werke auf den Weg brachte, bevor er 1887 nach Deutschland zurückkehrte.
Mit der Erweiterung des Spektrums der Schülerinnen wurde im Jahr 1894 ein Lehrplan nach dem Muster einer höheren Töchterschule eingeführt. Nach der Ausweisung der deutschen Schwestern im Ersten Weltkrieg nahmen sie 1922 in Alexandria ihre Arbeit wieder auf. Seit dem Jahr 1924 werden sie von aus Deutschland vermittelten Lehrkräften unterstützt.
Nach dem Zweiten Weltkrieg übernahm die Schule auch ägyptische Schulabschlüsse und Arabisch wurde offizielles Unterrichtsfach. Im Jahr 1956 wurde die erste Prüfung zur Mittleren Reife an der Schule durchgeführt. Im Jahr 1967 legten Schülerinnen das erste Mal die ägyptische Thanawaya Amma Prüfung (ägyptisches Abitur) ab.
Seit 1980 ist die Deutsche Schule der Borromäerinnen in Alexandria eine anerkannte Deutsche Auslandsschule, die zu einer anerkannten Deutschen Abschlussprüfung (Deutscher Realschulabschluss) führt. Im Jahr 1993 wurde die deutsche Abiturprüfung eingeführt, im Jahr 2007 absolvierten die ersten Schülerinnen das erste Mal eine deutsche Fachabiturprüfung.
Die Deutsche Schule bietet im Jahr 2009 Unterricht von der Grundschule bis zum Abitur bzw. Fachabitur für Schülerinnen aus Alexandria an. Es gibt einen Kindergarten und eine Vorschule, die in der Regel von ägyptischen Schülerinnen besucht werden müssen, ehe sie in die erste Jahrgangsstufe aufgenommen werden. Unterrichtssprache ist in den meisten Fächern Deutsch. Nur in Arabisch, arabischer Heimatkunde und katholischer Religion wird der Unterricht auf Arabisch gehalten.
An der Schule unterrichten Lehrer aus Deutschland und Ägypten in einem in der Altstadt von Alexandria liegenden Gebäude aus dem 19. Jahrhundert. Ein Neubau am Stadtrand ist geplant. Zurzeit besuchen rund 800 Schülerinnen die Deutsche Schule der Borromäerinnen in Alexandria.
Von September 2008 bis Juli 2011 war Hubert Müller Schulleiter, von August 2011 bis 2023 Wolfgang Mageran und seit 2023 Frank Weigand.